# Farshad Noor
Farshad Noor (* 2. Oktober 1994 in Best, Niederlande) ist ein niederländisch-afghanischer Fußballspieler, der seit 2018 beim zyprischen Erstligisten Nea Salamis Famagusta unter Vertrag steht.

## Karriere

### Verein
Noor begann seine Karriere bei den Wilhelmina Boys, bevor er im Jahr 2004 in die Jugend des PSV Eindhoven wechselte. Im Jahr 2013 stieg er in die zweite Mannschaft von PSV auf und absolvierte dort 67 Spiele in zwei Jahren. Zur Saison 2015/16 wechselte der Mittelfeldspieler zum Ehrendivisionären Roda Kerkrade, wo er sich als Stammspieler etablieren konnte. Aufgrund einer Fußverletzung im Oktober 2015 und der darauffolgenden dreimonatigen Verletzungspause verlor Noor jedoch seinen Stammplatz und kam in der restlichen Saison nur noch dreimal zum Einsatz. 
In der neuen Saison kam er anfangs wieder regelmäßig zu Einsätzen, gegen Ende der Hinrunde kam er fast nur noch zu Kurzeinsätzen. Nachdem er nicht mit ins Trainingslager nach Portugal mit der Mannschaft fahren durfte, wurde er Anfang des Jahres 2017 an den Zweitligisten SC Cambuur verliehen. Nach seiner Rückkehr zu Roda verpflichtete ihn der schwedische Zweitligist AFC Eskilstuna im Sommer 2017 fest. Doch schon ein halbes Jahr später unterschrieb er einen Vertrag beim zyprischen Erstligisten Nea Salamis Famagusta.

### Nationalmannschaft
In den Jahren 2010 und 2011 spielte Noor dreimal für die niederländische U-17-Nationalmannschaft. Im Jahr 2017 entschied er sich, fortan für die Heimat seiner Eltern Afghanistan zu spielen. Nachdem er seinen afghanischen Pass erhalten hatte, wurde er im März 2017 von Nationaltrainer Otto Pfister für die Spiele gegen Singapur und Vietnam nominiert. Gegen Singapur debütierte Noor schließlich.